# Siliștea Gumești
Siliștea Gumești è un comune della Romania di 2 680 abitanti, ubicato nel distretto di Teleorman, nella regione storica della Muntenia. 
Siliștea Gumești ha dato i natali allo scrittore Marin Preda (1922-1980).